# Memê e Eles
Memê e Eles é o primeiro álbum e até o momento o único de estúdio de DJ Memê. Foi lançado em 1999 pela Epic Records.
É um apanhado de regravações de sucessos, com vários artistas, que foi produzido por Memê e lançado em CD em 1999. O título do álbum é uma alusão ao disco Eu e Memê, Memê e Eu, de Lulu Santos, só que no álbum fica "Memê e Eles", em relação a produção de Memê com os artistas no repertório. O trabalho é um álbum de produtor musical, como afirmou Memê em entrevista a revista DJ Word.
| “ | "É um disco de produtor como existe no mundo todo. Já até se tentou fazer aqui no Brasil... É uma grande festa, com os amigos que vêm e contribuem. Comecei a pensar nele a partir do repertório, não a partir dos artistas" | ” |

O álbum tem artistas convidados e grandes nomes da MPB, são eles: Gabriel o Pensador, Toni Garrido, Márcio Montarroyos, Lulu Santos, Leo Jaime, Roberto Frejat, Kid Abelha, Jota Quest, Fernanda Abreu, Claudinho & Buchecha, Leoni, Fábio Fonseca e Léo Gandelman. Eles interpretam canções de sucessos de bandas e artistas renomados como: "Índios", de Legião Urbana, interpretada por Lulu Santos; "Samurai", sucesso do cantor Djavan, cantada na voz de Toni Garrido, do Cidade Negra e "Quero Que Tudo Vá Pro Inferno", com Jota Quest, originalmente composta por Roberto Carlos e Erasmo Carlos.

## Faixas
| N.º | Título                          | Compositor(es)                  | Duração |  |
| 1.  | "Minuto"                        | Gabriel, o Pensador             | 1:01    |  |
| 2.  | "Samurai"                       | Djavan                          | 4:59    |  |
| 3.  | "Índios"                        | Renato Russo                    | 4:40    |  |
| 4.  | "Pra Ninguém (Por Enquanto)"    | Alvin L.                        | 3:26    |  |
| 5.  | "Teletema"                      | Antônio Adolfo / Tibério Gaspar | 4:20    |  |
| 6.  | "Quero Que Tudo Vá Pro Inferno" | Roberto Carlos e Erasmo Carlos  | 5:07    |  |
| 7.  | "Tempo de Estio"                | Caetano Veloso                  | 4:20    |  |
| 8.  | "O Pobre"                       | Leo Jaime                       | 4:08    |  |
| 9.  | "Incapacidade de Amar"          | Cazuza / Leoni                  | 3:37    |  |
| 10. | "36 Segundos Com Fábio Fonseca" | Fábio Fonseca                   | 0:38    |  |
| 11. | "Rise"                          | Léo Gandelman                   | 6:25    |  |

## Créditos
- Gabriel o Pensador: voz (faixa 1)
- Toni Garrido: voz (faixa 2)
- Lulu Santos: voz (faixa 3)
- Leo Jaime: voz (faixa 4)
- Kid Abelha - Paula Toller: voz (faixa 5)
- Jota Quest - Rogério Flausino: voz (faixa 6)
- Fernanda Abreu: voz (faixa 7)
- Claudinho & Buchecha: voz (faixa 8)
- Leoni: voz, baixo e violão (faixa 9)
- Fábio Fonseca: instrumental  (faixa 10)
- Léo Gandelman: sax (faixa 11)
- Roberto Frejat: guitarras e violão  (faixa 4)
- Fábio Fonseca: todos os instrumentos da faixa 10
- Márcio Montarroyos: trompete (faixa 2)
- Alex De Souza: piano (faixa 2)
- Dunga: baixo (faixa 4, 8, 7)
- Ringo de Moraes: guitarra (faixa 8, 9); violão e guitarra [introdução] (faixa 9); guitarra e efeitos  (faixa 7)
- Hiroshi Mizutani: teclados (faixa 2, 9); teclados e edição de timbres (faixa 7)
- Maurício Barros: piano e órgão (faixa 4)